# Emilio Alonso Manglano
Emilio Alonso Manglano (València, 13 d'abril de 1926 - Madrid, 8 de juliol de 2013) va ser un militar espanyol, que va arribar al grau de tinent general i que va ser director del Centre Superior d'Informació de la Defensa (CESID) entre 1981 i 1995.
Va ingressar a l'Acadèmia General Militar el 24 de juliol de 1944, sent ascendit en els anys posteriors. Es va graduar com a número u de la 57a promoció d'Estat Major de l'Exèrcit. Va participar en la Guerra d'Ifni i va ser cap d'Estat Major de la Brigada Paracaigudista. El 22 de maig de 1981, amb només el grau de tinent coronel, va ser nomenat director del Centre Superior d'Informació de la Defensa, pel ministre de Defensa Alberto Oliart, després del fallit cop d'estat del 23-F. Va dimitir d'aquest càrrec el 15 de juny de 1995 arran de l'escàndol mediàtic per les escoltes il·legals del CESID, i va ser jutjat, inicialment condemnat i finalment absolt del delicte d'intercepció il·legal de converses telefòniques a la seu d'Herri Batasuna, denunciat en 1998. Va morir el 8 de juliol del 2013, als vuitanta-set anys a Madrid a conseqüència d'un càncer. Al llarg de la seva carrera obtingué les següents condecoracions:
- Maestrante de Valencia
- Creu Roja del Aeronáutico
- Gran Creu de Mèrit Militar
- Gran Creu de San Hermenegildo
- Encomienda de Isabel la Católica
- Gran Creu de Mèrit amb estrella i banda de la R.F. d'Alemanya
- Oficial de la Legió d'Honor de la República Francesa
- Legió del Mèrit amb grau de Comandant dels EUA.
- Gran Banda de l'Orde de Ouissam Alaouite del Regne de Marroc
- Gran Creu de l'Orde José Cecilio del Valle de la República d'Hondures

El 3 d'octubre de 2021, el diari ABC publicaria els Papers de Manglano, una sèrie de documents analitzats i investigats pels periodistes Juan Fernández-Miranda i Javier Chicote, un arxiu de set contenidors amb centenars de documents i agendes amb informació d'Emilio Alonso Manglano i el seu període com a director del CESID entre 1981 i 1995.